# Chelaethiops
Chelaethiops es un género de peces de la familia Cyprinidae y de la orden de los Cypriniformes.

## Especies
- Chelaethiops bibie (Joannis, 1835)
- Chelaethiops congicus (Nichols & Griscom, 1917)
- Chelaethiops elongatus Boulenger, 1899
- Chelaethiops minutus (Boulenger, 1906)
- Chelaethiops rukwaensis (Ricardo, 1939)